# Tellurure de mercure
Le tellurure de mercure est un composé chimique de formule HgTe. Il s'agit d'un composé de tellure et de mercure. Présent naturellement sous forme de coloradoïte, c'est un solide noir qui fond à 673 °C aux conditions normales de température et de pression. Il cristallise selon une structure de type sphalérite avec le groupe d'espace F43m (no 216). Il s'agit d'un semimétal apparenté aux semiconducteurs II-VI.
Le tellurure de mercure est naturellement dopé p en raison de son déficit naturel en mercure. Il est également possible de le doper p à l'aide de zinc, de cuivre, d'argent et d'or. Il peut être dopé n à l'aide de bore, d'aluminium, de gallium ou d'indium ; des impuretés d'iode ou de fer donnent également un dopage n. Il est uni par des liaisons faibles, et est facilement gravé aux acides, par exemple à l'acide bromhydrique HBr.
On peut faire croître des couches minces de HgTe par pulvérisation ou par épitaxie en phase vapeur aux organométalliques. Le HgTe massif peut être fondu sous forte pression de vapeur de mercure.